# رئيس نيجيريا

العلم الرئاسي الحالي وعلم القوات المسلحة النيجيرية

العلم الرئاسي السابق

رئيس جمهورية نيجيريا الاتحادية هو رئيس الدولة ورئيس حكومة جمهورية نيجيريا الاتحادية. هو أيضا رئيس الأركان للقوات المسلحة النيجيرية. يتم انتخاب الرئيس في انتخابات وطنية تجرى كل أربع سنوات. تم دمج مكاتب وسلطات وألقاب رئيس الدولة ورئيس الحكومة رسميًا في مكتب الرئاسة بموجب دستور عام 1979 لنيجيريا. تولى الرئيس الحالي، بولا تينوبو، منصبه في 29 مايو 2023، باعتباره الرئيس السادس عشر لجمهورية نيجيريا الاتحادية.